# Lista över kratrar på Mars

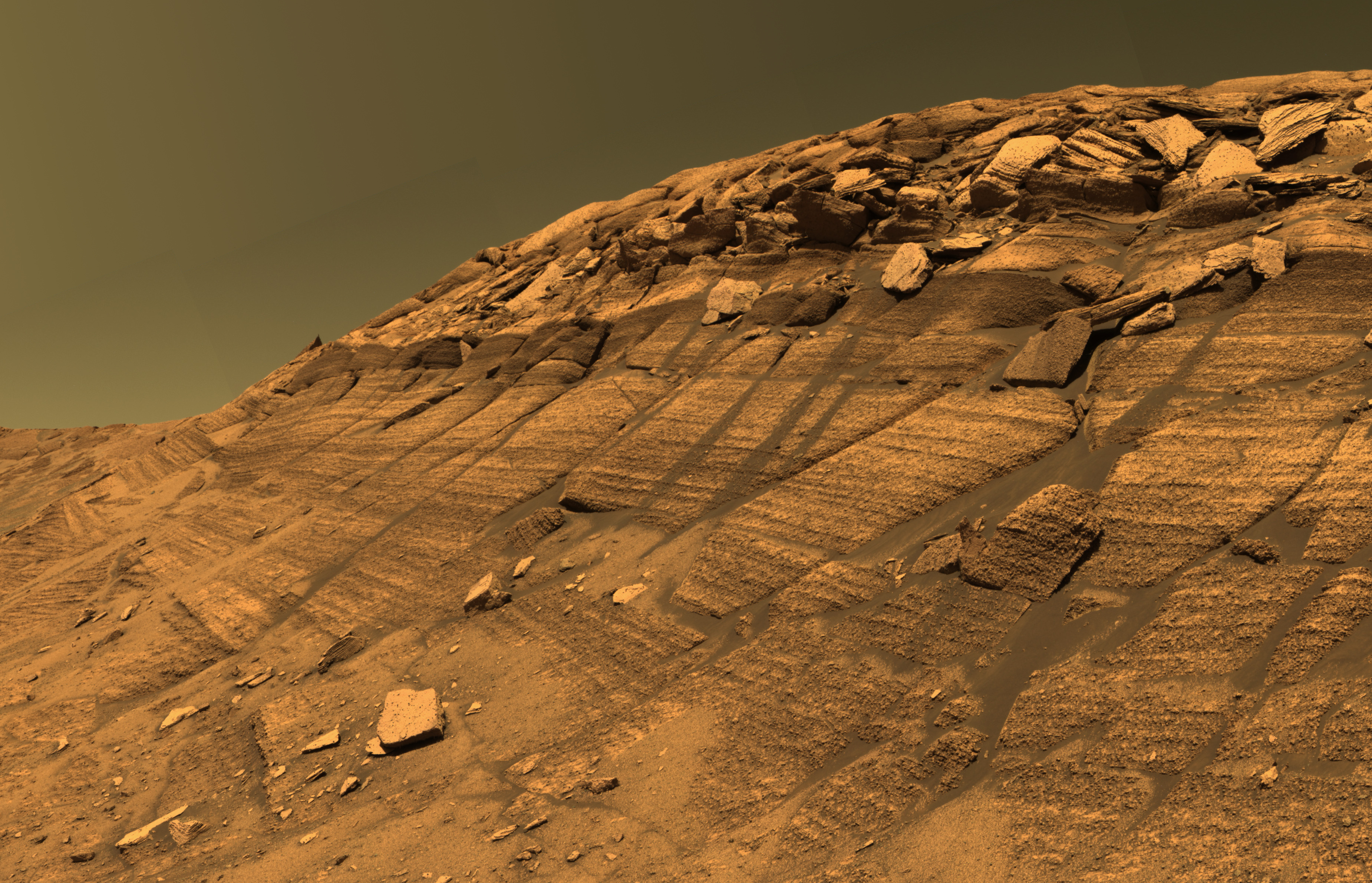
Burns Cliff inuti kratern Endurance, foto av rovern Opportunity från 2004.

Det finns hundratusentals nedslagskratrar på planeten Mars större än 1 km, men endast ett tusental av dem har namn. Namnen ges av den Internationella astronomiska unionen efter förslag av relevanta forskare, och kratrarna kan endast namnges efter avlidna personer. Kratrar med en diameter på under 60 km ges namn efter kända forskare och science fictionförfattare, medan de med en diameter över 60 km ges namn efter städer på jorden.
Detta är en lista över alla namngivna martianska kratrar. Langitud och longitud som ges är planetografiska koordinater med västlongitud.

## Per bokstav
- Lista över kratrar på Mars: A-L
- Lista över kratrar på Mars: M-Z